# Petteri Forsell
Petteri Forsell, född 16 oktober 1990 i Karleby, är en finländsk fotbollsspelare som spelar för Inter Åbo. Han har tidigare spelat för bland annat IFK Mariehamn och Örebro SK. Forsell har även spelat för Finlands landslag såväl som proffsspel i Turkiet och Polen.

## Klubbkarriär
Den 10 augusti 2017 skrev Forsell på ett korttidskontrakt med Örebro SK (ÖSK) som sträcker sig över säsongen 2017. Forsell kom till Örebro SK som bosman efter att hans kontrakt med den tidigare klubben Miedź Legnica avslutats.
I ÖSK fick Forsell äran att bära nummer 8 på sin tröja, samma tröjnummer som en annan finsk landslagsspelare haft i ÖSK, ÖSK-legendaren Fredrik Nordback.
Första matchen för sportklubben spelades 2017-08-13 och för motståndet stod Jönköpings Södra IF. Forsell blev inbytt i den 88:e minuten och matchen slutade 1-2 till ÖSK:s fördel .

2017 blev första gången Forsell spelade i Allsvenskan. Det har även tidigare funnits svenskt intresse för honom, 2013 försökte AIK värva Forsell men fick avslag.
I januari 2018 återvände Forsell till Miedź Legnica, där han skrev kontrakt fram till sommaren 2019. I februari 2020 skrev han kontrakt med Korona Kielce fram till sommaren 2020. Därefter spelade han även för polska Stal Mielec.
Den 11 augusti 2021 återvände Forsell till Finland och skrev på ett halvårskontrakt med Inter Åbo. I februari 2022 förlängde han sitt kontrakt med ett år. I januari 2023 förlängde Forsell återigen sitt kontrakt med ett år.